# Blanche-Église
Blanche-Église là một xã trong vùng Grand Est, thuộc tỉnh Moselle, quận Château-Salins, tổng Dieuze. Tọa độ địa lý của xã là 48° 47' vĩ độ bắc, 06° 40' kinh độ đông. Blanche-Église có điểm thấp nhất là 203 mét và điểm cao nhất là 238 mét. Xã có diện tích 6,89 km², dân số vào thời điểm 1999 là 115 người; mật độ dân số là 16 người/km². Xã nằm về phía đông của Metz.

## Thông tin nhân khẩu
| 1962 | 1968 | 1975 | 1982 | 1990 | 1999 |
| ---- | ---- | ---- | ---- | ---- | ---- |
| 99   | 83   | 93   | 110  | 115  | 115  |